# Julio Murat
Julio Murat (Karşıyaka, 18 de agosto de 1961) é um diplomata e prelado turco da Igreja Católica pertencente ao serviço diplomático da Santa Sé.

## Biografia
Começou a sua preparação para o sacerdócio em Roma, onde em 25 de maio de 1986 recebeu a ordenação presbiteral do Papa João Paulo II na Basílica de São Pedro, no Vaticano, e incardinado na Arquidiocese de Esmirna. Após a ordenação, continuou seus estudos em direito canônico na Pontifícia Universidade Urbaniana. Em 1991, Murat concluiu os seus estudos de direito, com a sua dissertação de doutoramento "I diritti soggettivi della buona fama e dell'intimita codificati nel Canone 220".
Ingressou no serviço diplomático da Santa Sé em 1 de janeiro de 1994 e trabalhou nas Representações Pontifícias na Indonésia, Paquistão, Bielorrússia, Áustria e finalmente na Seção para as Relações com os Estados da Secretaria de Estado.
Ele é fluente, além do turco nativo, em italiano, inglês, alemão, francês e grego.
Em 27 de janeiro de 2012, o Papa Bento XVI o nomeou núncio apostólico na Zâmbia, com a dignidade de arcebispo titular de Orange. Recebeu a ordenação episcopal em 3 de março seguinte na Basílica de Santo Apolinário nas Termas de Tarcisio Bertone, S.D.B., Cardeal Secretário de Estado, assistido por Dominique François Joseph Mamberti, secretário para as Relações com os Estados da Secretaria de Estado e por Savio Hon Tai-Fai, S.D.B., secretário da Congregação para a Evangelização dos Povos.
Em 6 de junho de 2012, foi nomeado também núncio apostólico para o Malawi.
Em 24 de março de 2018, o Papa Francisco o transferiu para a nunciatura em Camarões. No mesmo ano, em 29 de março, também foi nomeado como núncio apostólico na Guiné Equatorial.
Em 9 de novembro de 2022, o Papa Francisco o nomeou como núncio apostólico na Suécia e Islândia. Em 25 de janeiro de 2023, assumiu também o encargo na Dinamarca. Em 7 de março, também assume a nunciatura na Finlândia e, em 16 de março, a nunciatura na Noruega.